# MEKO (navío)

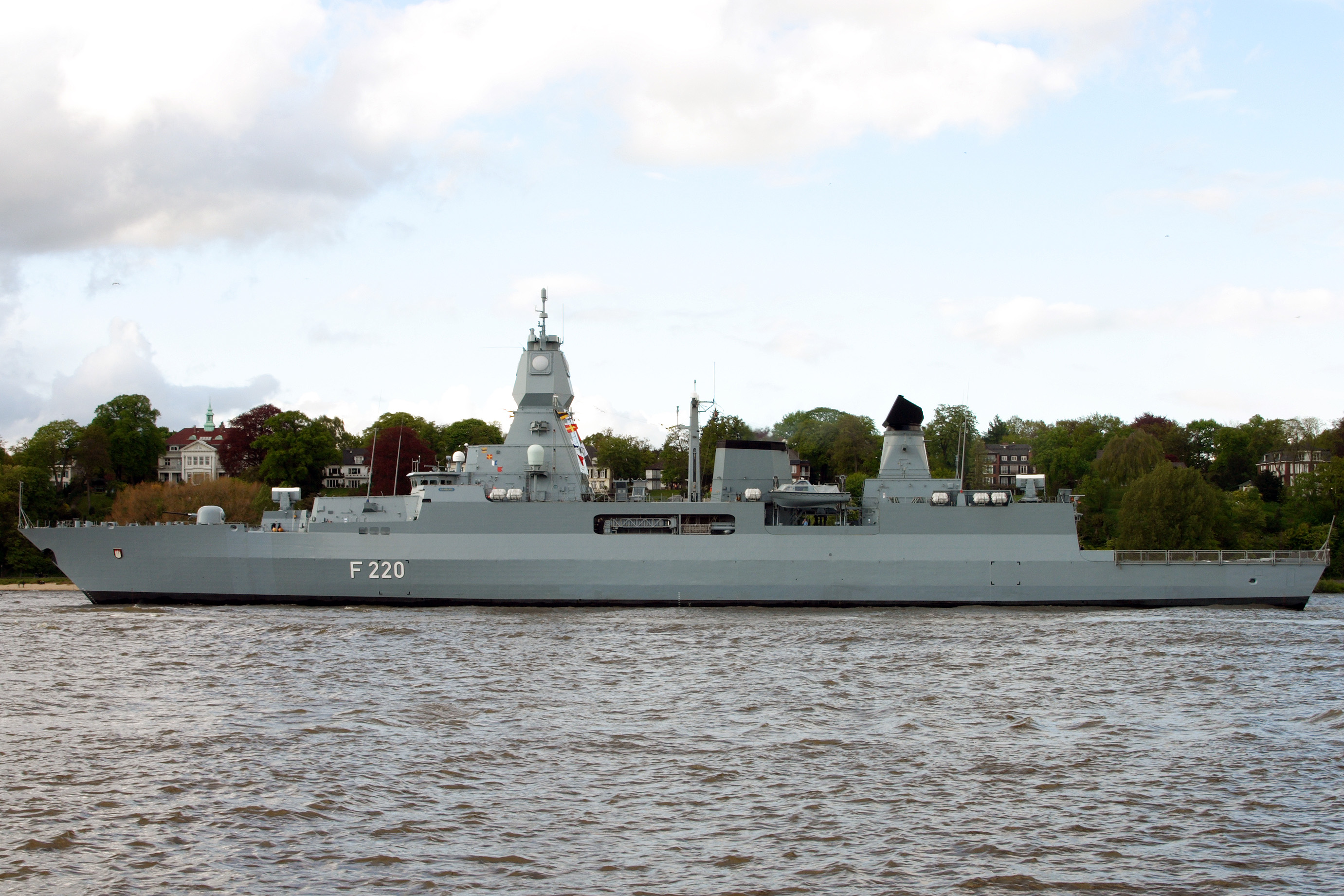
Hamburg (F 220), una fragata clase F124 de la Armada alemana.

En construcción naval, MEKO se refiere a una familia de buques de guerra desarrollados por el astillero alemán Blohm + Voss, y al concepto de ingeniería que implican.
Las naves MEKO® incluyen familias de fragatas, corbetas y lanchas patrulleras oceánicas. Las construcciones comenzaron a finales de la década de 1970 con el diseño y construcción del tipo MEKO® 360 H1 para Nigeria. El concepto principal es el de la modularidad: el casco, las máquinas y cierto número de instalaciones de a bordo tienen mayor longevidad que los equipamientos electrónicos y el armamento; por lo tanto, si estos últimos se aplican en forma modular, es posible reducir considerablemente, y a costo relativamente menor, la obsolescencia de las naves de guerra. Los módulos de las naves MEKO pueden reemplazarse en cuestión de horas.
MEKO® es una marca registrada. El acrónimo proviene de MEhrzweck KOmbination («combinación multipropósito», en alemán).

## Naves MEKO
| Tipo             | Clase                   | País                      | Cant.  | Entregada | Eslora (m) | Manga (m) | Calado (m) |
| ---------------- | ----------------------- | ------------------------- | ------ | --------- | ---------- | --------- | ---------- |
| MEKO 360 H1      | Aradu                   | Nigeria                   | 1      | 1981      | 125.80     | 15.00     | 4.30       |
| MEKO 360 H2      | MEKO 360                | Argentina                 | 4      | 1983-1984 | 125.80     | 15.00     | 4.30       |
| MEKO 140 A16     | MEKO 140                | Argentina                 | 6      | 1985-2004 | 91.20      | 11.00     | 3.33       |
| MEKO 200 TN      | Yavuz                   | Turquía                   | 4      | 1987-     | 110.50     | 14.20     | 4.14       |
| MEKO 200 PN      | Vasco da Gama           | Portugal                  | 3      | 1991-     | 115.90     | 14.80     | 4.10       |
| MEKO 200 HN      | Hydra                   | Grecia                    | 4      | 1992-     | 117.00     | 14.80     | 4.10       |
| Fragata F 123    | Brandenburg             | Alemania                  | 4      | 1994-1996 | 138.85     | 16.70     | 4.35       |
| MEKO 200 TN II-A | Bárbaros                | Turquía                   | 2      | 1995-     | 116.70     | 14.80     | 4.10       |
| MEKO 200 ANZAC   | Anzac                   | Australia y Nueva Zelanda | 10     | 1996-     | 115.90     | 14.80     | 4.10       |
| MEKO 200 TN II-B | Salih Reis              | Turquía                   | 2      | 1998-     | 118.00     | 14.80     | 4.30       |
| Fragata F 124    | Sachsen                 | Alemania                  | 3      | 2002-     | 143.00     | 17.44     | 4.86       |
| MEKO A-200 SAN   | Valour                  | Sudáfrica                 | 4      | 2003-     | 121.00     | 16.34     | 4.40       |
| MEKO 100 RMN     | Kedah                   | Malasia                   | 6      | 2004-     | 91.10      | 12.85     | 3.40       |
| MEKO A-100 PN    | Gawron                  | Polonia                   | 2 (+3) | ?         | 95.20      | 13.30     | 3.60       |
| Corbeta 130 GN   | Braunschweig            | Alemania                  | 5      | 2008-     | 88.75      | 12.80     | 3.40       |
| Fragata          | Clase Baden-Württemberg | Alemania                  | +4     | 2011-     | 145.00     | 18        | 5          |
| MEKO A-200N SAN  | XX                      | Argelia                   | 4      | 2012-     | 121.00     | 16.34     | 4.40       |
| Fragata          | Clase Tamandaré         | Brasil                    | 4      | 2025-     | 107.20     | 15.95     | 5.20       |